# Старинковский сельсовет
Стари́нковский сельсовет (бел. Стары́нкаўскі сельсавет) — упразднённая административно-территориальная единица в составе Дзержинского района Минской области Белоруссии. Административный центр — деревня Старинки.

## История
Старинковский сельсовет был образован 20 августа 1924 года в составе Койдановского района Минского округа. 15 марта 1932 года Койдановский район был преобразован в Койдановский польский национальный район, 29 июня того же года район был переименован в Дзержинский. 31 июля 1937 года район был упразднён, а сельсовет был передан в состав Минского района. 4 февраля 1939 года сельсовет был передан в состав восстановленного Дзержинского района. По состоянию на 1 января 1947 года в составе сельсовета находились 11 населённых пунктов.
30 октября 2009 года сельсовет был упразднён, а все населённые пункты — Великое Село, Карачуны, Павлюти, Старинки, Телешевичи — были переданы в состав Боровского сельсовета.

## Состав
| №  | Название     | (бел. )      | Статус  | Население (2009) |
| -- | ------------ | ------------ | ------- | ---------------- |
| 1. | Великое Село | Вялікае Сяло | деревня | 295              |
| 2. | Карачуны     | Карачуны     | деревня | 26               |
| 3. | Павлюти      | Паўлюці      | деревня | 18               |
| 4. | Старинки     | Старынкі     | деревня | 163              |
| 5. | Телешевичи   | Целяшэвічы   | деревня | 48               |

 административный центр сельсовета